# Gundapur, Shahpur
Gundapur là một làng thuộc tehsil Shahpur, huyện Gulbarga, bang Karnataka, Ấn Độ.